# Помста немовляті
По́мста немовля́ті (фр. À l'intérieur, англ. Inside) — французький фільм жахів 2007 року із Еліссон Парадіс і Беатріс Далле у головних ролях. Не рекомендується переглядати фільм вагітним жінкам та людям із слабкою психікою.

## Сюжет
Фільм починається зі сцени автокатастрофи: в одній із двох машин, які потрапили до аварії, загинув чоловік вагітної жінки Сари.
Сара перебуває в стані глибокого шоку: наступного дня вона має народити дитину, проте напередодні не має бажання спілкуватися навіть із рідною матір'ю. До лікарні її має відвести редактор журналу, в якому вона працює.
Уночі хтось стукає в її двері. Коли Сара відмовляється відкрити двері,  незнайома жінка називає її по імені й погрожує їй. Хоч Сара викликала поліцію, незнайомка пішла, — та поліцейські попередили патрульного, щоб той відвідав вагітну жінку пізніше.
Коли Сара лягла спати, незнайомка пройшла в її будинок. Рятуючись від неї, Сара заховалася в ванній кімнаті. Випадково вона вбила власну матір. Жертвами незнайомки стали бос Сари, кілька патрульних, хлопець, якого вони затримали раніше і кіт мешканки будинку. Після цього скривавлена Сара почала народжувати. Незнайомка розповіла, що в тій автокатастрофі вона втратила власну ненароджену дитину, тому прийшла забрати немовля Сари. Вона розрізала живіт жінки. Фільм закінчується тим, як закривавлена незнайомка із напівобгорілим обличчям заколисує дитя.

## У головних ролях
- Беатріс Даль - Незнайомка;
- Еліссон Параді - Сара;
- Наталі Руссель - мати Сари, Луїс;
- Тахар Рахім - офіцер поліції

## Кінокритика
На сайті Bloody Disgusting (Кривава відраза) фільм "Помста немовляті" увійшов у двадцятку фільмів жахів десятиліття. Його було названо одним із найсміливіших, найбрутальніших фільмів жахів французького кінематографу нової екстремістської хвилі.
На сайті Rotten Tomatoes рейтинг кінофільму становить 83% (10 схвальних і 2 несхвальних відгуків).